# Federal Bureau of Prisons
Federal Bureau of Prisons (BOP) er et statsligt amerikansk fængselsvæsen under justitsministeriet i USA.
Etaten blev oprettet i 1930 med det formål at koordinere driften af 11 statsfængsler, som eksisterede på det tidspunkt.
BOP har ansvaret for ca. 185.000 indsatte (2011) i landets fængsler og forvaringscentre.

## Ekstern henvisning
- Federal Bureau of Prisons – hjemmeside (engelsk) Arkiveret 28. maj 2011 hos  Wayback Machine

| Kriminalitet | Spire Denne artikel om kriminalitet er en spire som bør udbygges. Du er velkommen til at hjælpe Wikipedia ved at udvide den. |